# 王京国
王京国，中国人民解放军军人、驻外武官。2013年7月起，任驻荷兰国防武官。后任驻澳大利亚国防武官（大校衔），现任驻韩国国防武官（陆军少将衔）。